# 克拉芒 (汝拉省)
克拉芒（法語：Cramans，法語發音：[kʁamɑ̃]）是法国汝拉省的一个市镇，位于该省北部，属于多勒区。

## 地理
克拉芒（47°0'46"N, 5°46'45"E）面积8.13 平方千米，位于法国勃艮第-弗朗什-孔泰大區汝拉省，该省份为法国东部内陆省份，北起上索恩省，西北接科多尔省，西临索恩-卢瓦尔省，南至安省，东与杜省和瑞士接壤。
与克拉芒接壤的市镇（或旧市镇、城区）包括：阿尔克和瑟南、卢河畔香槟、穆沙尔、莱内港、维莱法莱。

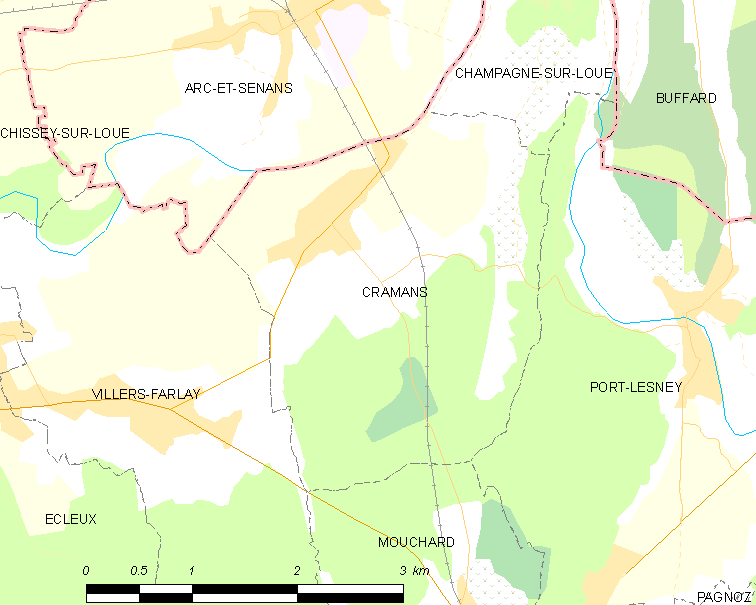
的OSM定位图

克拉芒的时区为UTC+01:00、UTC+02:00（夏令时）。

## 行政
克拉芒的邮政编码为39600，INSEE市镇编码为39176。

## 政治
克拉芒所属的省级选区为蒙苏沃德雷县。

## 人口

1962-2008年间人口变化图示

克拉芒于2022年1月1日时的人口数量为517人。